# Thomas Stewart
Thomas Stewart (Craigavon, 12 novembre 1986) è un calciatore nordirlandese, centrocampista dell'Ytterhogdals IK.

## Carriera
Iniziò la carriera nel Wolverhampton Wanderers e giocò la semifinale di FA Youth Cup nel 2005, ma non debuttò nel calcio professionistico con la maglia degli Wolves.
Nel settembre 2006 si trasferì al Linfield e segnò un gol al debutto con questa maglia, il 30 settembre contro il Limavady United. Nel giugno 2008 firmò un contratto della durata di due anni e mezzo con il Derry City. Debuttò il 5 luglio contro lo Sligo Rovers e segnò la sua prima rete la settimana successiva (11 luglio) contro il Bray Wanderers. In virtù della vittoria in League of Ireland Cup del 2008, poté partecipare alla Europa League 2009-2010. Al termine del campionato irlandese 2009 il Derry, afflitto da gravi problemi economici, fu espulso dalla prima divisione e molti giocatori si cercarono una nuova squadra.
Nel marzo 2010 Stewart ha firmato un contratto con gli statunitensi del Carolina RailHawks, ma la mancanza di un visto lo ha costretto a rinunciare al trasferimento. Si è allora trasferito in Irlanda, nello Shamrock Rovers, con cui ha preso parte alla Europa League 2010-2011. In questa competizione ha segnato un gol (decisivo ai fini del passaggio del turno) contro gli israeliani del Bnei Yehuda, in occasione del secondo turno preliminare.

## Palmarès

### Club

#### Competizioni nazionali
- Campionato nordirlandese: 2

Linfield: 2006-2007, 2007-2008
- Coppa dell'Irlanda del Nord: 2

Linfield: 2006-2007, 2007-2008
- Coppa di Lega irlandese: 3

Derry City: 2008
Shamrock Rovers: 2013
Dundalk: 2017
- Campionato irlandese: 1

Shamrock Rovers: 2010
- USL: 1

Sacramento Republic: 2014